# Katarzyna Łaska
Katarzyna Łaska es una cantante polaca conocida del teatro musical de Roma, donde actuó en el papel principal de Kim en el musical Miss Saigón, Wendy adulta en el musical Peter Pan y Frenchy en el musical Grease. También interpretó a María en el musical West Side Story en el Teatro Capitol Musical en Wroclaw. Kasia también ha prestado su voz a las versiones polacas de varias películas de animación: Peter Pan en regreso al país de nunca jamás, Hermano oso, El libro de la selva 2 y Encantada, la historia de Giselle, por nombrar sólo algunas. Entre los roles en programas de televisión son algunos: Daring Do y la princesa Cadance en My Little Pony: Friendship is Magic, y Katie en Isla del drama. Kasia es la voz de Elsa, interpretando la canción Let it Go en la película de Disney Frozen e Into the Unknown en Frozen II, como la Reina Elsa. Asimismo, es profesora de canto.

## Concierto para un grupo y una orquesta
En 2008 conoció a Kasia Jon Lord (Deep Purple) y él le pidió que cantara como solista en el Concierto para Grupo y Orquesta proyecto para los próximos 4 años. Se encontraban en las salas de conciertos más bellas de todo el mundo. Ellos realizaron juntos en Alemania, Luxemburgo, Suiza, Brasil, Corea, Reino Unido, Bulgaria, Rusia, Ucrania, Hungría, Italia, Francia, y ya su ciudad natal Varsovia. 
En 2011 fue el estreno de Jon Lord en vivo del Reino Unido (grabado en vivo en 2009) del Concierto para grupo y orquesta concierto en Rumania, donde Kasia era un invitado. Jon invitó Kasia a cantar para él en su último álbum de Concerto for Group and Orchestra (nueva versión de estudio) a partir de los estudios Abbey Road. Ha cantado junto a Steve Balsamo, Joe Bonamassa, Darin Vasilev, Bruce Dickinson (Iron Maiden), Steve Morse (Deep Purple) y Guy Pratt (Pink Floyd). Un estreno mundial de este álbum fue en septiembre de 2012. En noviembre de 2013 Kasia lanzó el primer single "Por mi amor" de su solo SIRLI proyecto musical.
El 9 de febrero de 2020, Kasia y otras nueve mujeres se unieron a Idina Menzel y Aurora en el escenario durante la 92.ª edición de los Premios de la Academia, donde juntas interpretaron "Into the Unknown" en nueve idiomas diferentes: Maria Lucia Heiberg Rosenberg en danés, Willemijn Verkaik en alemán, Takako Matsu en japonés, Carmen Sarahí en español latinoamericano, Lisa Stokke en noruego, Kasia Łaska en polaco, Anna Buturlina en ruso, Gisela en español europeo y Gam Wichayanee en tailandés.

## Vida personal
Durante varios años estuvo unida al actor Mateusz Damięcki. Actualmente está casada, tiene un hijo: Henryk (nacido en 2016), y vive en Varsovia.